# 5154 Leonov
5154 Leonov eller 1969 TL1 är en asteroid i huvudbältet som upptäcktes den 8 oktober 1969 av den ryska astronomen Ljudmila Tjernych vid Krims astrofysiska observatorium på Krim. Den är uppkallad efter den sovjetiske skådespelaren Jevgenij Leonov (1926–1994).
Asteroiden har en diameter på ungefär fjorton kilometer.